# Miroslav Táborský
Miroslav Táborský (ur. 9 listopada 1959 w Pradze) – czeski aktor.

## Życiorys
Ukończył studia na Wydziale Pedagogicznym Uniwersytetu Karola w Pradze. W 1987 roku ukończył studia na Wydziale Teatralnym Akademii Sztuk Scenicznych w Pradze.  Później   pracował w  Divadle E. F. Buriana, Studiu GAG, Divadle pod Palmovkou,  Divadle Labyrint. W 1996 roku rozpoczął swoje zaangażowanie w Divadlo v Dlouhé. Występuje również w Teatrze Jára Cimrmana (w baśniach Dlouhé, Široký i Krátkozraký). Otrzymał zarówno nagrodę Alfréd Radok (1997), jak i nagrodę Goya (1998,  Najlepszy debiutujący aktor za film  Dziewczyna marzeń). Jest również znany jako aktor głosowy. Pojawił się też w czeskich i  amerykańskich filmach.

## Wybrana filmografia
- 1998: Dziewczyna marzeń
- 2004: Eurotrip
- 2005: Hostel
- 2005: Nieustraszeni bracia Grimm
- 2007: Butelki zwrotne
- 2008:  Młode wino
- 2009: 2 młode wina